# Ádám Lang
Ádám Lang (ur. 17 stycznia 1993 w Veszprémie) – węgierski piłkarz grający na pozycji środkowego obrońcy. Od 2019 jest zawodnikiem klubu Omonia Nikozja.

## Kariera klubowa
Swoją karierę piłkarską Lang rozpoczął w klubie Veszprém FC. W 2008 roku awansował do kadry pierwszego zespołu. W sezonie 2008/2009 zadebiutował w jego barwach w rozgrywkach trzeciej ligi węgierskiej. W sezonie 2009/2010 awansował z nim z trzeciej do drugiej ligi. W Veszprémie grał do końca sezonu 2011/2012.
W 2012 roku Lang podpisał kontrakt z Győri ETO FC. Zadebiutował w nim 28 lipca 2012 w przegranym 1:4 wyjazdowym meczu z Debreceni VSC. W sezonie 2012/2013 wywalczył mistrzostwo Węgier, a latem 2013 zdobył Superpuchar Węgier. W sezonie 2013/2014 stał się podstawowym zawodnikiem Győri ETO.
Latem 2015 Lang przeszedł do klubu Videoton FC. Zadebiutował w nim 18 lipca 2015 w przegranym 0:1 wyjazdowym meczu z Budapest Honvéd FC. W sezonie 2015/2016 wywalczył z Videotonem wicemistrzostwo kraju.
Latem 2016 Lang trafił do Dijon FCO. W Ligue 1 zadebiutował 29 października 2016 w zremisowanym 0:0 wyjazdowym meczu z Bastią.
| Sezon   | Klub            | Kraj    | Rozgrywki | Mecze | Bramki |
| ------- | --------------- | ------- | --------- | ----- | ------ |
| 2008/09 | Veszprém FC     | Węgry   | NB III    | 2     | 0      |
| 2009/10 | Veszprém FC     | Węgry   | NB III    | 0     | 0      |
| 2010/11 | Veszprém FC     | Węgry   | NB II     | 17    | 1      |
| 2011/12 | Veszprém FC     | Węgry   | NB II     | 25    | 2      |
| 2012/13 | Győri ETO FC    | Węgry   | NB I      | 4     | 0      |
| 2012/13 | Győri ETO FC II | Węgry   | NB II     | 22    | 0      |
| 2013/14 | Győri ETO FC    | Węgry   | NB I      | 24    | 1      |
| 2014/15 | Győri ETO FC    | Węgry   | NB I      | 29    | 0      |
| 2015/16 | Videoton FC     | Węgry   | NB I      | 16    | 0      |
| 2016/17 | Videoton FC     | Węgry   | NB I      | 7     | 2      |
| 2016/17 | Dijon FCO       | Francja | Ligue 1   |       |        |

## Kariera reprezentacyjna
W reprezentacji Węgier Lang zadebiutował 22 maja 2014 roku w zremisowanym 2:2 towarzyskim meczu z Danią, rozegranym w Debreczynie.